# Barometer

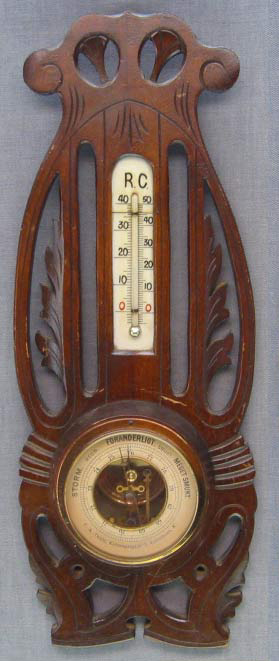
Jugendstil-Wandbarometer (runde Skale unten)

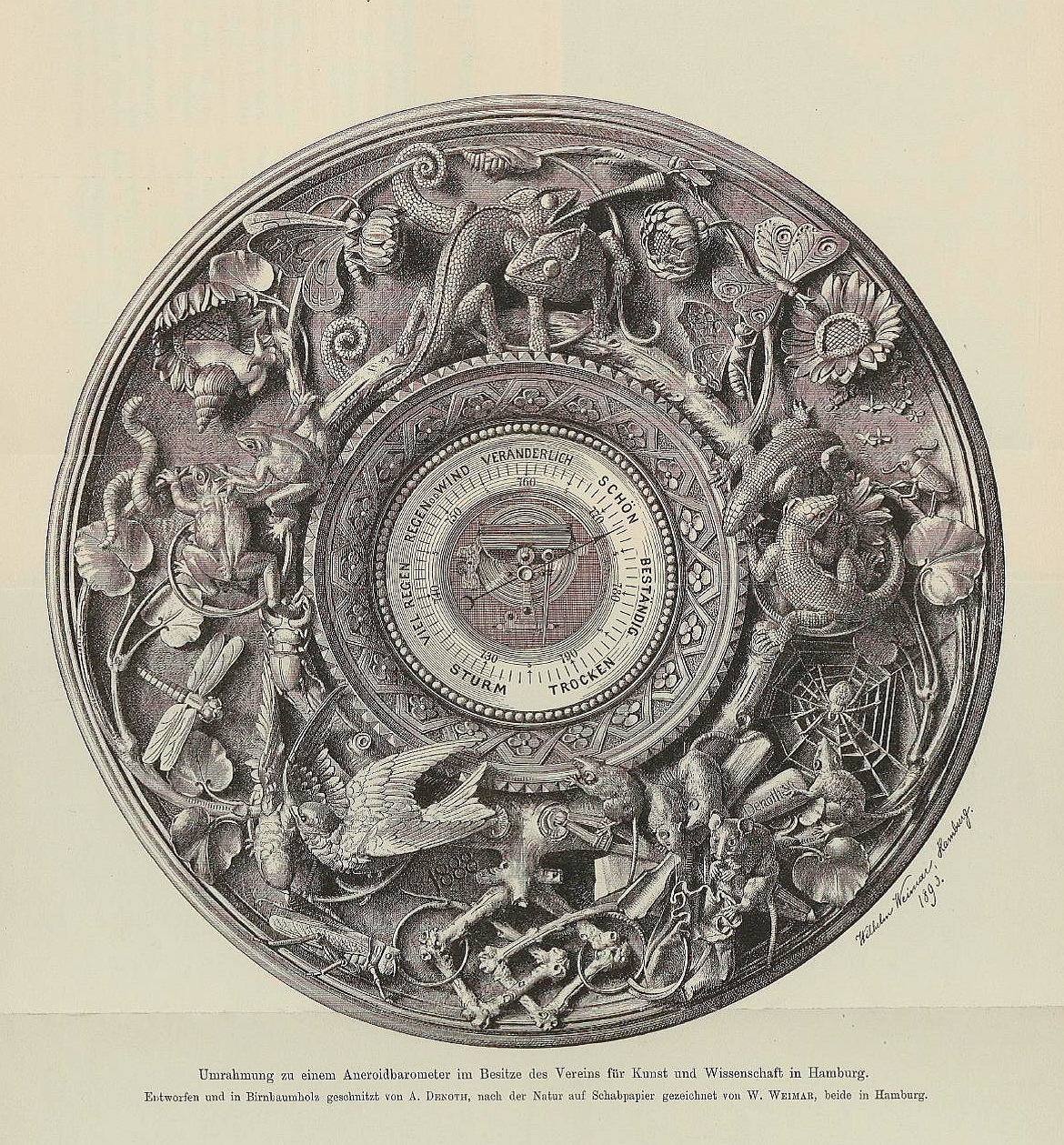
Das Aneroidbarometer von Aloys Denoth, 1894 abgezeichnet von Wilhelm Weimar

Ein Barometer ist ein Messgerät zur Bestimmung des statischen Luftdrucks und damit eine Sonderform des Manometers.
Wird es für meteorologische Zwecke eingesetzt, so zeigt es einen virtuellen Wert an, der dem aerostatischen Luftdruck auf Meereshöhe entsprechen würde. Als Sonderfall kann es indirekt zur Höhenmessung eingesetzt werden.
Eine Weiterentwicklung des Barometers ist der Barograph, der die zeitliche Entwicklung des Luftdrucks an einem Ort schriftlich oder elektronisch erfasst. Eine weitere Weiterentwicklung des Barometers ist das Mikrobarometer, das in der Lage ist, auch winzige Druckunterschiede zu messen.

## Etymologie
Der Begriff „Barometer“ wurde 1665/1666 durch den irischen Naturforscher Robert Boyle eingeführt. Er leitet sich vom griechischen βαρύς barýs „schwer, gedrückt“ bzw. βάρος báros „Schwere, Last“ und μέτρον métron „Maß, Maßstab“ bzw. μετρεῖν metreín „messen“ ab.

## Geschichte des Barometers
Georgius Agricola erwähnt den Luftdruck als Ursache für das Aufsteigen des Wassers in Saugpumpen.

### Grundlagen

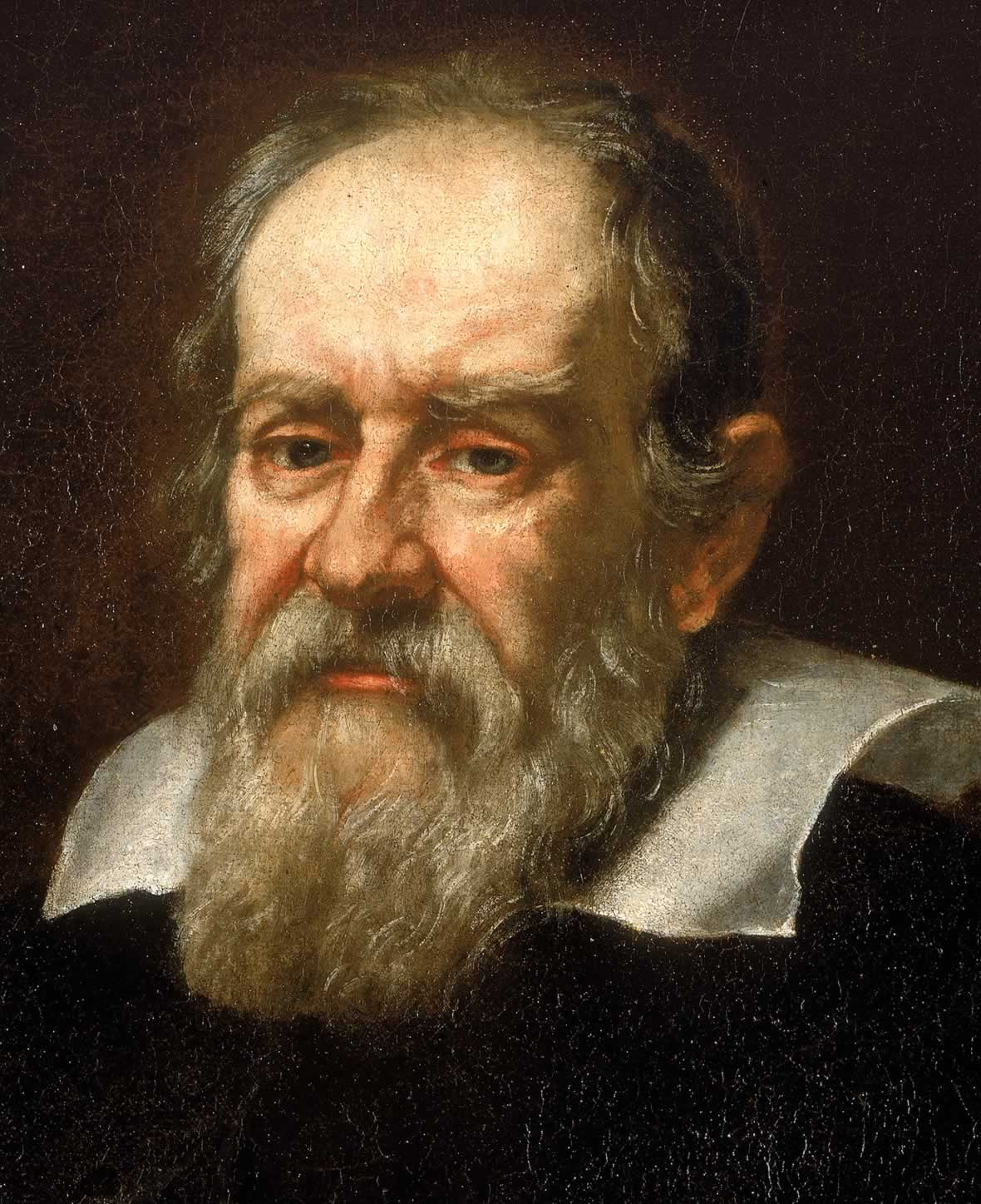
Justus Sustermans: Galileo Galilei. Porträt, 1636

Zur Zeit Galileis, etwa um 1635, wurden die Ingenieure und Brunnenbauer von Florenz beauftragt, umfangreiche Bewässerungsanlagen in den Gärten des Palastes zu erbauen. Sie installierten Saugpumpen, stellten aber erstaunt fest, dass diese nicht in der Lage waren, Wasser in eine Höhe von etwa 10 Meter anzusaugen. Galilei wurde eingeschaltet und beschrieb das Problem 1638 in seinen Discorsi e dimostrazioni matematiche, aber er starb 1642, ohne die Gelegenheit zur Ausarbeitung einer Lösung für dieses Problem gehabt zu haben. Galilei korrespondierte darüber schon 1630 mit Giovanni Battista Baliani, der ein Wasser-Barometer baute.
In seinen Aufzeichnungen, bereits aus dem Jahr 1614, ist zu lesen, dass er zwar über das Gewicht der Luft nachdachte und dieses als den 660ten Teil des Gewichts des Wassers bestimmte, allerdings hatte er hieraus keine weiteren Schlüsse gezogen. Die Idee, dass die Flüssigkeit nicht von der Saugpumpe angezogen, sondern durch den Druck der Luft in diese hineingetrieben wurde, stand im Widerspruch zu der damaligen Ansicht, dass das Wasser aufstiege, weil die Natur „Abscheu vor der Leere“ (lat. horror vacui) habe.

### Erfindung des Quecksilber-Barometers durch Torricelli

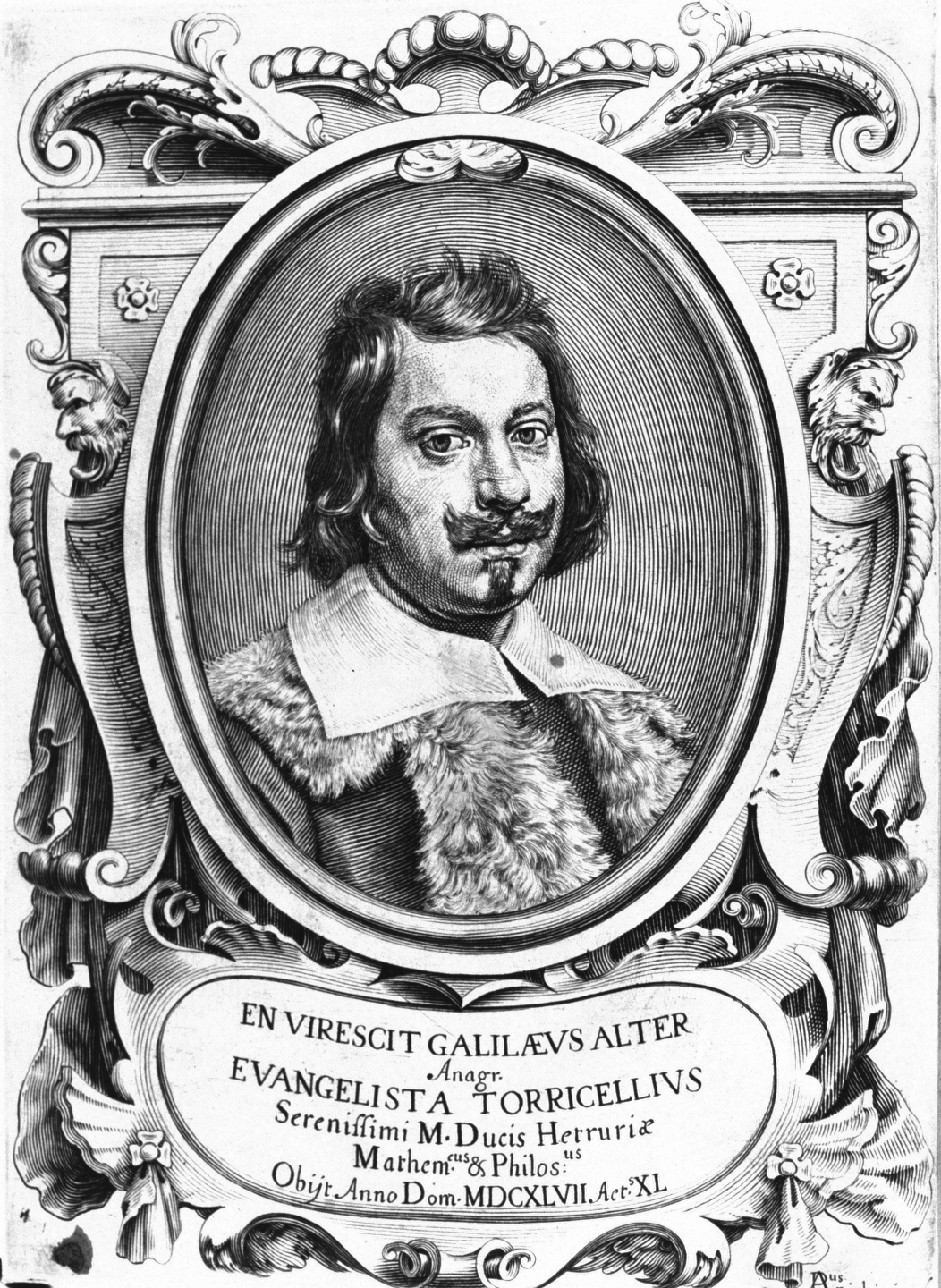
Torricelli, Erfinder des Quecksilber-Barometers. Gravur in den Büchern des Camille Flammarion (1923).

Evangelista Torricelli (1608–1647) folgte Galilei als Physiker am Hofe des Großherzogs der Toskana nach dessen Tod. Er nahm die Studien seines Vorgängers wieder auf und führte Experimente durch, um zu beweisen, dass es der Luftdruck war, der verhinderte, dass sich das Rohr vollständig entleerte, und dass immer eine bestimmte Quecksilbersäule bestehen blieb. Diese war ungefähr 76 cm hoch, unabhängig davon, wie weit er das Rohr ins Becken tauchte.
Er schloss daraus, dass der Luftdruck auf die Oberfläche des Beckens das auf die Säulenfläche bezogene Gewicht der Quecksilbersäule ausgleicht, und dass analog das Wasser in den Pumpen nur bis etwa 10 Meter gefördert werden kann, wenn man mit der Pumpe ein Vakuum erzeugt. Er stellte zudem fest, dass die Quecksilbersäule sich mit der Zeit änderte und dass eine Abnahme der Höhe einer Schlechtwetterperiode vorausging. Damit erfand Torricelli im Jahre 1643 das Barometer.
Da das offene Reservoir denkbar ungeeignet für den Transport des Messinstruments war, wurden verschiedene andere Lösungen erwogen. Man stellte zum Beispiel lederne poröse Reservoirs her, die an das Rohr angeschlossen wurden und die eine kleine Menge Quecksilber enthielten.

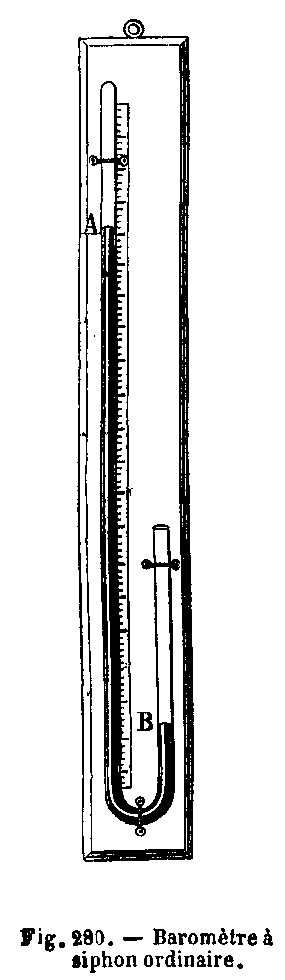
Barometer mit einfachem Siphon

Sir Robert Boyle bog das Barometerrohr nach oben, was zu einem „Siphon-Rohr“ führt, wie es auch heute noch verwendet wird.
Der französische Physiker René Descartes (1596–1650) verbesserte das System von Torricelli, indem er eine Papierskala hinzufügte. Er ist zudem der Erste, der die Idee verbreitet, dass der Luftdruck mit der Höhe abnimmt.
Dem niederländischen Physiker Christiaan Huygens wird eine bedeutende Verbesserung des Siphonbarometers zugeschrieben. Beim Huygens-Barometer ist das Quecksilber im offenen Schenkel mit einer gefärbten, nicht flüchtigen Flüssigkeit überschichtet. Das offene Rohr ist nach oben verlängert und hat im Ablesebereich einen wesentlich kleineren Querschnitt, als das Rohr der Quecksilbersäule. Dadurch bewirkt die druckbedingte Veränderung des Quecksilberniveaus eine entsprechend größere Änderung des Niveaus der Indikatorflüssigkeit. So kann der Luftdruck einfacher und genauer abgelesen werden. Die Indikatorflüssigkeit vereinfacht außerdem die Ablesung, weil Kapillardepression und konvexe Oberfläche des Quecksilbers dabei nicht stören. Die Bezeichnung Kontra-Barometer beschreibt, dass sich das Flüssigkeitsniveau im Ablesebereich entgegengesetzt zum Luftdruck sowie dem Niveau des Quecksilbers im geschlossenen Schenkel verhält.

### Blaise Pascal und der Luftdruck
Der Luftdruck führt dazu, dass sich eine Quecksilbersäule von etwa 76 Zentimetern Höhe bildet, er reicht aber nicht aus, um den luftleeren Raum darüber zu füllen. Um das Jahr 1640 war die Frage, ob Luft ein Gewicht besitzt, unter den Wissenschaftlern eines der meistdiskutierten Themen.
Blaise Pascal konnte diese Streitfrage 1647 mit seinem berühmten Experiment vide dans le vide beantworten. Pascal wiederholte darüber hinaus das Experiment von Torricelli, weil er wie Descartes davon überzeugt war, dass, wenn die Luft ein Gewicht hätte, das Quecksilber weniger hoch aufsteigen müsste, wenn man das Experiment in größerer Höhe durchführen würde. Dies bestätigte sich auch, wenn auch mit sehr geringer Genauigkeit, auf der Spitze des 52 Meter hohen Turms von Saint-Jacques in Paris. Mit der Hilfe seines Schwagers Florin Perrier, der am Fuße des Puy de Dôme wohnte, wiederholte er das Experiment am 19. September 1648. Er führte das Experiment in verschiedenen Höhen durch und stellte fest, dass die Höhe der Quecksilbersäule mit zunehmender Seehöhe tatsächlich abnimmt, und zwar um 1 mm je 10,5 m. Noch im darauffolgenden Monat veröffentlichte Pascal seine Ergebnisse in der Abhandlung Récit de la grande expérience de l’équilibre des liqueurs.
Später benannte man die SI-Einheit für den Druck nach ihm als Pascal, was einem Newton pro Quadratmeter entspricht.

### Magdeburger Halbkugeln
Otto von Guericke konnte 1663 den Luftdruck mit den Magdeburger Halbkugeln nachweisen und erlangte damit vor allem in Deutschland Bekanntheit. Es handelt sich dabei um zwei dicht aneinanderliegende halbe Hohlkugeln, die auch durch entgegengesetzt ziehende Pferdegespanne nicht mehr voneinander getrennt werden konnten, sobald der kugelige Hohlkörper luftleer gepumpt, evakuiert worden war. Nach diesem Prinzip arbeiten auch heute noch Unterdruckkabinen.

### Spätere Entwicklung
Erst ab Mitte des 18. Jahrhunderts wurden Barometer von Instrumentenherstellern, Optikern und Uhrmachern hergestellt, zunächst zu wissenschaftlichen Zwecken, dann auch für den Hausgebrauch. Ab 1770 wurden auf den Skalen meteorologische Bezeichnungen hinzugefügt (gutes Wetter, wechselhaft etc.).
Im Jahre 1675 machte der Abt Picard, der nachts ein Quecksilberbarometer transportierte, eine merkwürdige Entdeckung. Bei jeder Bewegung erschien ein bläuliches Licht aus dem Rohr. Dieses Phänomen wurde von Francis Hauksbee, einem Schüler von Boyle, untersucht, aber es wurde zu dieser Zeit noch keine befriedigende Erklärung gefunden. Aber ab diesem Zeitpunkt begann man, erste Untersuchungen über elektrische Entladungen in hoch verdünnten Gasen anzustellen. Man weiß heute, dass es Reibungen von Quecksilberatomen an der Glaswand sind, die diese Lichterscheinung bewirken (Tribolumineszenz).

## Typen

### Flüssigkeitsbarometer

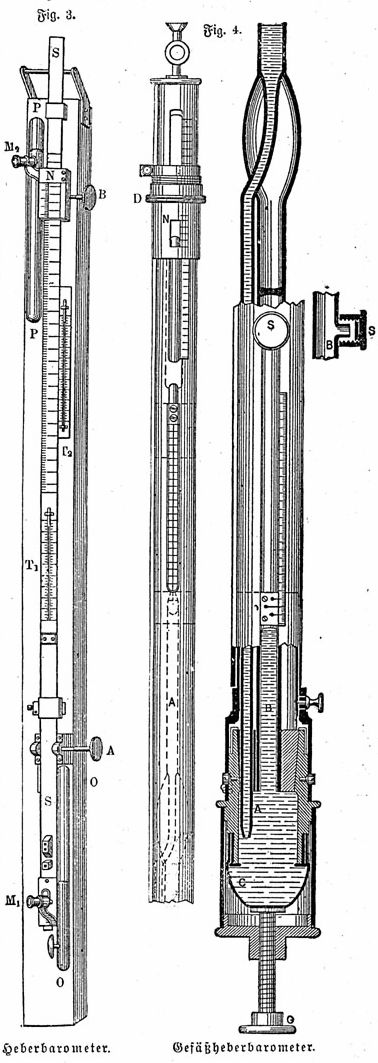
Barometer aus dem 19. Jahrhundert

Flüssigkeitsbarometer bestehen aus einem mit einer Flüssigkeit gefüllten, senkrechten Rohr, das am oberen Ende luftdicht verschlossen ist. Das untere Ende taucht in ein Vorratsgefäß, das ebenfalls die jeweilige Flüssigkeit enthält. Bei ausreichender Rohrlänge fließt die Flüssigkeit durch ihr Eigengewicht aus dem Rohr, wobei am oberen Ende ein Unterdruck entsteht, der dem Dampfdruck der Flüssigkeit entspricht. Der Luftdruck wirkt dem entgegen, so dass die Flüssigkeitssäule bei einer bestimmten Höhe zur Ruhe kommt.

#### Quecksilberbarometer
Am häufigsten wird hierbei Quecksilber als Flüssigkeit genutzt, wobei man in diesem Fall von einem
Quecksilberbarometer spricht. Bei Normalbedingungen erreicht Quecksilber eine Höhe von 760 Millimetern, sodass für genaue Ergebnisse der abgelesene Wert rechnerisch auf die Standardbedingungen korrigiert werden muss, wobei es zu beachten gilt, dass sich Quecksilber und Glasrohr bei einer Temperaturerhöhung ausdehnen:
{\displaystyle p=p_{a}\cdot (1-0{,}000181\cdot T)}
mit
- {\displaystyle p}: Druck
- {\displaystyle p_{a}}: abgelesener Druck
- {\displaystyle T}: Raumtemperatur in °C
- Ausdehnungskoeffizient von Quecksilber: 0,000181/K
- Für genaue Messungen sind noch die geographische Breite und die Höhe zu berücksichtigen.
- Relative Höhenunterschiede in Reservoirbecken und Rohr, durch deren unterschiedliche Querschnitte, werden durch eine Ableseskala mit „reduzierter Teilung“ berücksichtigt.

Quecksilber wird verwendet, weil durch sein hohes spezifisches Gewicht das Rohr kurz gehalten werden kann. Zum Vergleich müsste das Rohr bei Wasser etwa 10 Meter lang sein. Zum anderen verdunstet nur sehr wenig Quecksilber, trotz des geöffneten unteren Endes.
Das erste Quecksilberbarometer wurde 1643 von Evangelista Torricelli erfunden. Er beobachtete, dass sich die Höhe der Quecksilbersäule täglich veränderte und schloss daraus, dass sich auch der Luftdruck entsprechend ändert. Nach ihm wurde eine Einheit zur Messung des Luftdrucks (1 Torr = 1 mm Hg, entspricht ca. 133,32 Pa) benannt.
Seit 2009 ist die Herstellung und der Verkauf von Quecksilberbarometern sowie anderen Messgeräten, welche Quecksilber in leicht zerbrechlichen Behältnissen enthalten, in Deutschland, als Umsetzung einer EU-Verordnung, verboten.

#### Goethe-Barometer

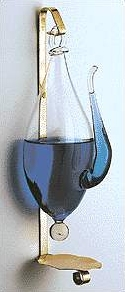
Goethe-Barometer

##### Allgemeines
Das Prinzip eines Flüssigkeitsbarometers wird auch in leicht abgewandelter Form bei einem so genannten Goethe-Barometer genutzt, welches man auch als Goethe-Glas, Goethe-Wetterglas, Donnerglas oder Wetterglas bezeichnet. Hierbei handelt es sich um ein mit einer Flüssigkeit gefülltes, meist dekoratives Gefäß, welches an der Unterseite einen nach oben gestülpten und zur Erdatmosphäre hin offenen Schnabelhals besitzt, während das Hauptgefäß selbst gegenüber dem Luftdruck abgeschlossen ist. Bei niedrigem Luftdruck (oder bei steigender Temperatur) steigt daher der Flüssigkeitspegel im Schnabelhals und sinkt dementsprechend bei hohem Luftdruck. Zwar hatte Goethe ein solches Barometer in seinem Besitz, jedoch war er nicht der Erfinder dieses Barometertyps. Es ist unklar, wann und von wem es tatsächlich entwickelt wurde. Es dürfte aber so alt sein, wie das Aufkommen gläserner Gefäße mit Tülle. Daher gibt es zum Goethe-Glas etliche frühere Varianten, zu denen das Niederländische Donner- oder Wetterglas zählt, das bereits 1619 gesichert ist. Dem nach hinten geschlossenen Goethe-Barometer gehen karaffenförmige Wettergläser mit langer tief sitzender Tülle voraus, die sich bis in das 17. Jahrhundert hielten. Sie mussten noch am Hals durch einen Wachsstopfen abgedichtet werden.

##### Luftdruckmessungen mit dem Goethe-Barometer
Messungen des absoluten Luftdrucks sind mit dem Goethe-Barometer nicht möglich, jedoch können Luftdruckänderungen gemessen werden, die innerhalb einiger Tage auftreten. Da die eingeschlossene Luft auch bei Temperaturänderungen ihr Volumen ändert, muss dazu die Änderung der Umgebungstemperatur im Beobachtungszeitraum gemessen werden. Außerdem müssen noch die Querschnittsfläche A des Schnabels und das Volumen {\displaystyle V_{0}} der eingeschlossenen Luftmenge bestimmt werden. Die eingetretene Luftdruckänderung {\displaystyle \Delta p} lässt sich dann aus der eingetretenen Höhenänderung {\displaystyle \Delta h} des Flüssigkeitspegels mit folgender Näherungsformel berechnen (Wasser als Flüssigkeit):
G1: {\displaystyle \Delta p=\left({\frac {1+{\frac {\Delta T}{300}}}{1+{\frac {A}{V_{0}}}\cdot \Delta h}}-1\right)\cdot 1000-\Delta h}
Hier werden nur die Maßzahlen der physikalischen Größen eingesetzt, die sich bei Verwendung der Einheiten gemäß der folgenden Tabelle ergeben:
|                          | Bedeutung                                                             | Einheit für Formel | typische Werte |
| ------------------------ | --------------------------------------------------------------------- | ------------------ | -------------- |
| {\displaystyle \Delta T} | Temperaturänderung seit Beginn der Messung                            | Grad Celsius       | −5 bis +5      |
| {\displaystyle A}        | Querschnittsfläche des Schnabels                                      | cm²                | 0,6            |
| {\displaystyle V_{0}}    | Volumen der eingeschlossenen Luft                                     | cm³                | 100            |
| {\displaystyle \Delta h} | Änderung der Höhe der Wassersäule im Schnabel seit Beginn der Messung | cm                 | −5 bis +5      |
| {\displaystyle \Delta p} | Luftdruckänderung seit Beginn der Messung                             | hPa                | −20 bis +20    |

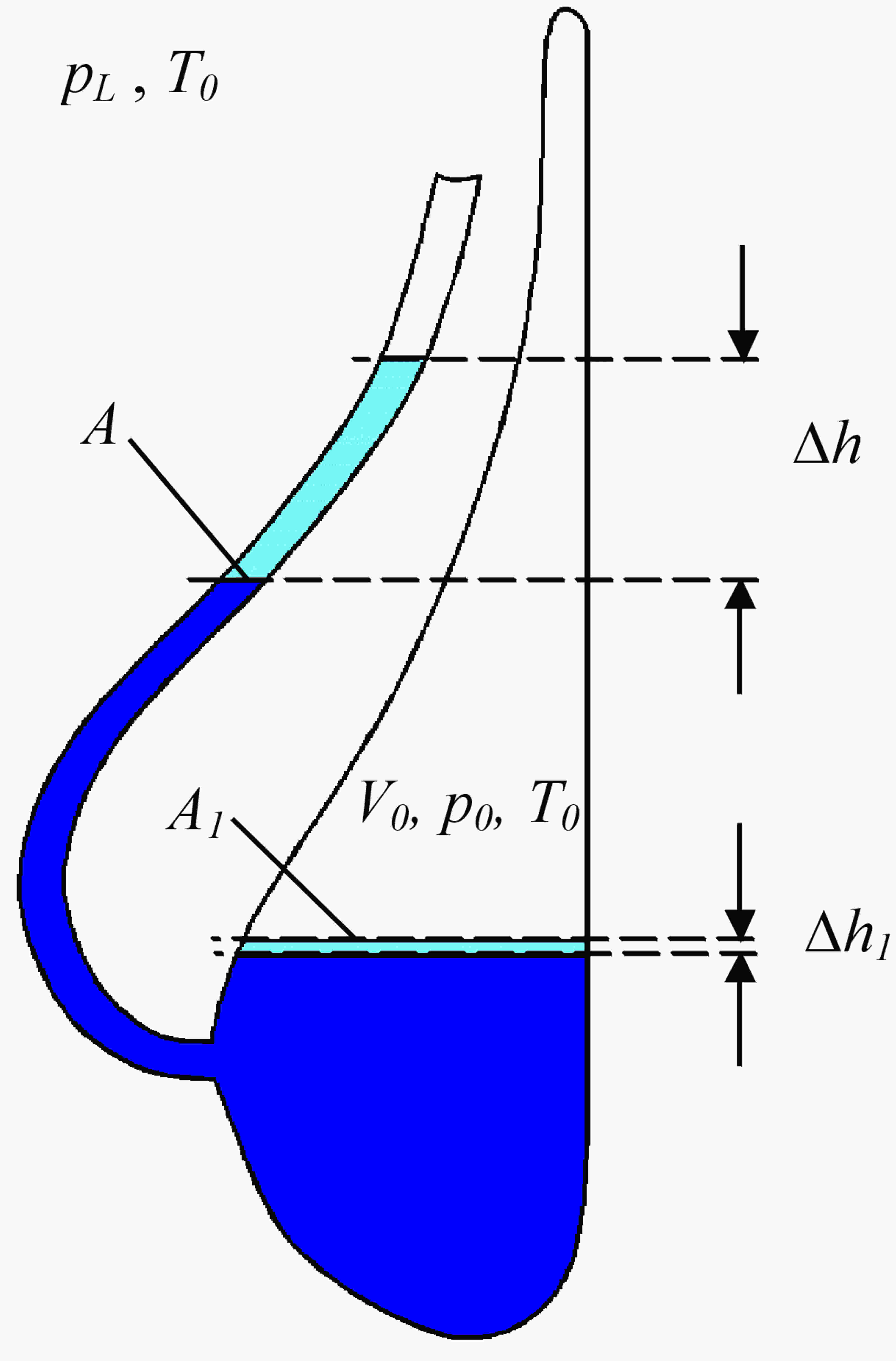

Grundlage der Gleichung G1 ist die Thermische Zustandsgleichung idealer Gase, auch allgemeine Gasgleichung genannt, in der Form: {\displaystyle {\frac {p_{1}V_{1}}{T_{1}}}={\frac {p_{0}V_{0}}{T_{0}}}}
Berücksichtigt man neben der Temperaturänderung des Gases auch die Volumenänderung der eingeschlossenen Luft infolge der Änderung der Höhe der Flüssigkeitssäule im Schnabel, so erhält man:
G2: {\displaystyle \Delta p=\left({\frac {1+{\frac {\Delta T}{T_{0}}}}{1+{\frac {A}{V_{0}}}\cdot \Delta h}}-1\right)\cdot (p_{L}+p_{h})-g\cdot \rho \cdot \Delta h\cdot \left(1+{\tfrac {A}{A_{1}}}\right)}
Hier treten noch folgende Größen auf:
{\displaystyle T_{0}} ist die Umgebungstemperatur zu Beginn der Messung. Sie kann ohne großen Fehler mit 300 K eingesetzt werden. Gemessen werden muss sie dennoch, weil man {\displaystyle \Delta T} braucht.
{\displaystyle g} ist der Ortfaktor. Er kann mit 10 N/kg eingesetzt werden.
{\displaystyle \rho =10^{3}\,\mathrm {\tfrac {kg}{m^{3}}} } ist die Dichte von Wasser.
{\displaystyle p_{L}} ist der äußere Luftdruck zu Beginn der Messung. Er kann näherungsweise gleich {\displaystyle 10^{5}\,{\text{Pa}}} gesetzt werden.
{\displaystyle p_{h}} ist der Schweredruck der Wassersäule im Schnabel zu Beginn der Messung. Er kann gegenüber {\displaystyle p_{L}} vernachlässigt werden.
{\displaystyle A_{1}} ist die Größe der Wasseroberfläche im Gefäß. Der Quotient {\displaystyle {\tfrac {A}{A_{1}}}} kann vernachlässigt werden.
Setzt man diese Werte in G2 ein und will man zweckmäßigerweise die Größen in cm, cm² und cm³ einsetzen und das Ergebnis in hPa erhalten, so führt dies auf Gleichung G1.

### Dosenbarometer

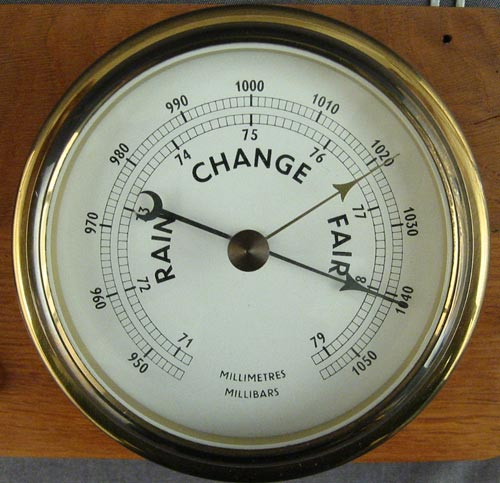
Dosenbarometer

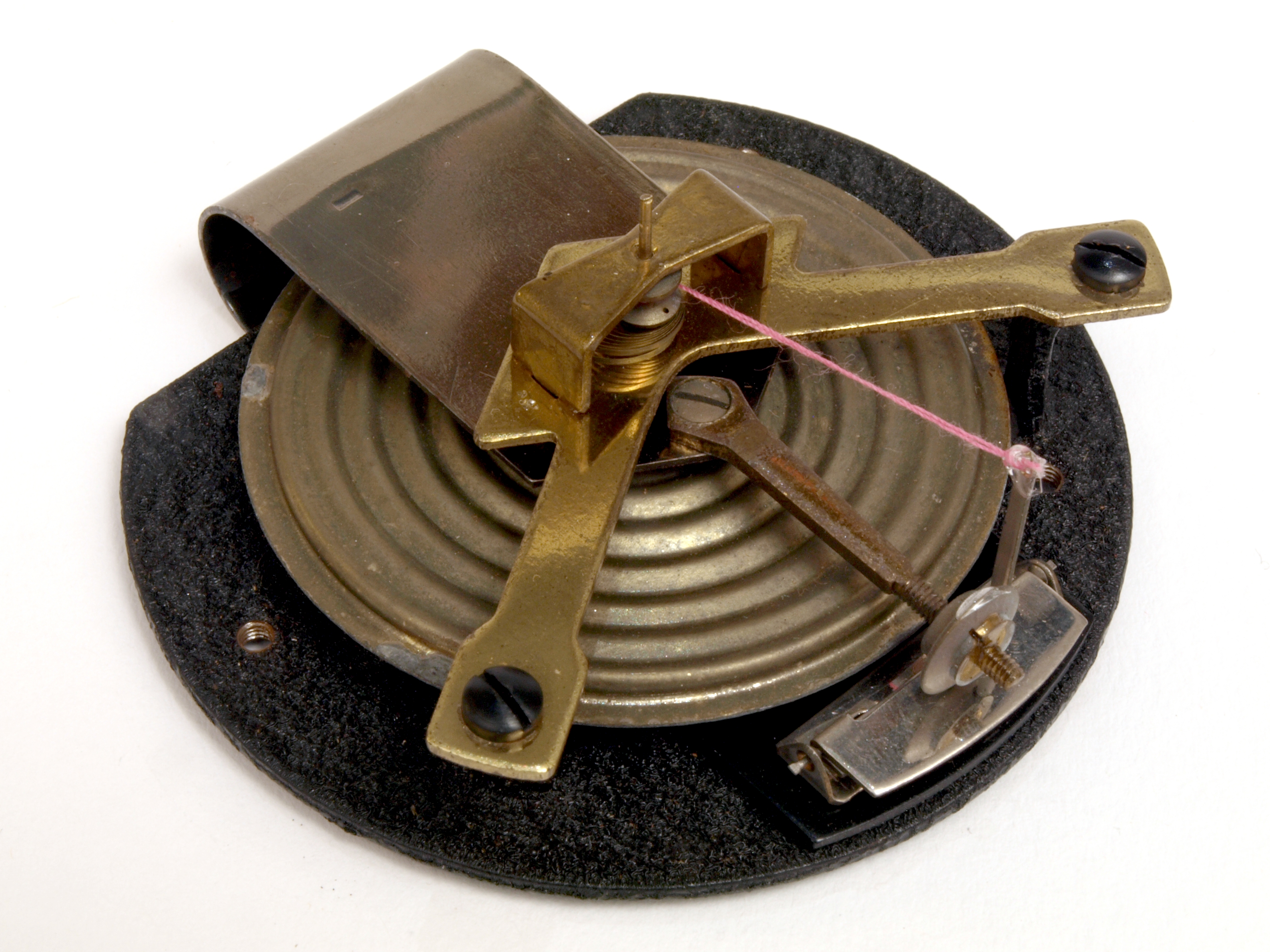
Das Innere eines Dosenbarometers

Bei Dosenbarometern, auch Aneroidbarometern (von griechisch α-νηρός „a-nerós“ „nicht flüssig“), wird ein dosenartiger Hohlkörper aus dünnem Blech durch den Luftdruck verformt. Die Dose ist evakuiert mit einem Restdruck von etwa 5 mbar (= 5 hPa = 500 Pa). Mit dem Rest-Inhalt wird die Änderung des Elastizitätsmoduls des Dosenmaterials durch die Temperatur kompensiert. Neuere Materialien wie Dosen aus Kupfer-Beryllium und andere Methoden der Temperaturkompensation benötigen nicht diesen Restdruck.
Ein derartiger Hohlkörper wird nach seinem französischen Erfinder Lucien Vidie (1805–1866) auch Vidie-Dose genannt. Das erste Patent Vidies stammt aus dem Jahr 1844, Vidie begann 1848 mit der Herstellung von Barometern. Er nannte seine Erfindung baromètre anéroïde. 1849 meldete Eugene Bourdon sein Röhrenbarometer zum Patent an. Er bezeichnete es mit baromètre metallique. Vidie sah darin eine Patentverletzung und prozessierte jahrelang über mehrere Instanzen, bis er letztlich Recht bekam. Nach Ablauf des Patents von Vidie (1859) erschienen mehrere französische Hersteller, beispielsweise PHBN und Dubois & Casse. PHBN nannte sein Barometer barometre holosterique. Vidie suchte eine Firma, die sein Lebenswerk weiterentwickelt. Die Uhrenmanufaktur Breguet sah er dazu als geeignet an. Er überließ der Firma seine Produktionsstätte, alle Werkzeuge und Maschinen, neuere Patentrechte und die Erlaubnis den Namen „aneroide“ zu verwenden. Um 1870, nach etwa 10.000 produzierten Barometern stellte Breguet die Fertigung ein, die Produktionsstätte übernahm nun die Firma Lion & Guichard.
Ab 1872 gab es mit Gotthilf Lufft auch in Deutschland einen ersten Hersteller für Dosenbarometer, der die Vidie-Dose weiterentwickelte und 1909 ein Patent anmeldete.
Bessere Barometer oder Barographen benutzen einen Stapel von bis zu acht derartiger „Dosen“ übereinander, um die Empfindlichkeit der Messung zu erhöhen. Über eine Mechanik wird diese Verformung, bei steigendem Luftdruck eine Verdichtung und bei sinkendem Luftdruck eine Ausdehnung, auf einen Zeiger übertragen. Vidie-Dosen werden in der Luftfahrt auch beim Höhenmesser, Variometer und Fahrtmesser eingesetzt. Ein Druckmikrofon arbeitet ebenfalls nach diesem Prinzip.
Ein Problem ist die Temperaturempfindlichkeit eines solchen Systems: die Bestandteile der Dose zeigen eine thermische Volumenausdehnung. Daher werden für ihren Bau spezielle Legierungen verwendet, bei denen mehrere Komponenten sich nach ihrem Temperaturverhalten gegenseitig kompensieren und so den störenden Effekt der Wärmeausdehnung reduzieren. Trotzdem gibt es temperaturbedingte Messfehler.

### Röhrenbarometer
Ein Röhrenbarometer, nach einem Entwickler Bourdonbarometer, enthält ein gebogenes Rohr. Um es in Richtung der Kurvung selektiv biegeweicher zu machen, ist es häufig mit ovalem Querschnitt geformt. Biegt man diese Bourdonfeder – elastisch – in Richtung ihrer Kurvung reduziert sich ihr Innenvolumen. Wird umgekehrt das Rohr innen einem Überdruck ausgesetzt, vergrößert es sein Volumen graduell, indem es sich entgegen seiner Kurvung ein wenig streckt. Die vom Druck abhängige Verformung wird auf einen Zeiger vor einer Skala übertragen.

## Mikrosysteme

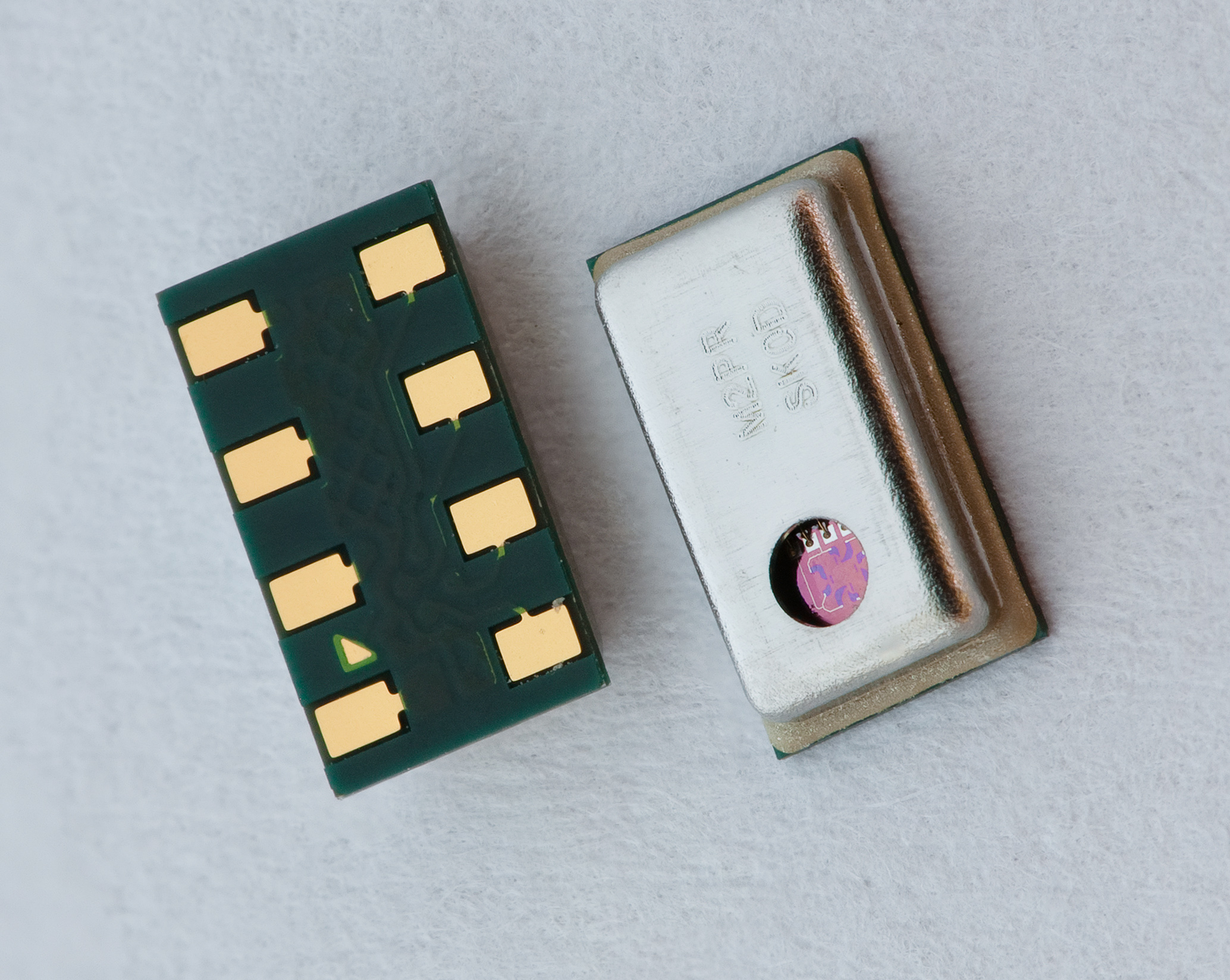
Digitaler Luftdrucksensor auf MEMS-Basis

Elektronische Barometer auf der Basis von Mikrosystemen (MEMS) sind seit dem Beginn des 21. Jahrhunderts verbreitet. Mit dem Aufkommen von Smartphones und Drohnen werden diese Luftdrucksensoren in hohen Stückzahlen produziert. Sie haben inklusive Gehäuse eine Größe von wenigen mm³ und eine relative Genauigkeit im Bereich von ±0,12 hPa, was einem Höhenunterschied von ±1 m entspricht. Über Schnittstellen wie I²C oder SPI lassen sich die Luftdruckdaten – häufig zusammen mit Temperaturdaten – auslesen und weiter verarbeiten.

## Anwendungen
Barometer werden meist in der Meteorologie verwendet und gehören hier als Standardinstrument zu nahezu jeder Wetterstation. Da der Luftdruck mit der Höhe abnimmt, dienen sie auch als Höhenmesser (Altimeter) in Flugzeugen. Wird nicht der Luftdruck der Erdatmosphäre, sondern ein künstlich erzeugter Über- oder Unterdruck gemessen, so spricht man von einem Manometer. Ein weiteres verwandtes Gerät ist das Variometer, das über die Veränderung des Luftdruckes eine Höhenänderung anzeigt (siehe auch Hypsobarometer, Höhenschreiber und Luftdruckmessung in der Luftfahrt). Der Verlauf einer Luftdruckänderung wird mit Barographen aufgezeichnet.
Oft werden Barometer, meist minderer Qualität, in den mittleren Breitengraden als „Wetteranzeigen“ verwendet, da sich Luftdruckänderungen und „schlechtes“ bzw. „gutes“ Wetter hier gegenseitig teilweise beeinflussen. Grund hierfür ist, dass der Frontendurchzug dynamischer Tiefdruckgebiete eine typische Luftdruckänderung zur Folge hat. Ein steigender Luftdruck wird dabei als Anzeichen für gutes Wetter und ein fallender Luftdruck als Anzeichen für schlechtes Wetter interpretiert. Da diese Tendenzen jedoch nur in bestimmten Fällen meteorologisch zu rechtfertigen sind und auch Schlechtwetterereignisse mit einem steigenden Luftdruck einhergehen können, stellen diese nur eine sehr grobe Wettervorhersage dar.

Eine große Bedeutung allerdings erlangte das Barometer in der Schifffahrt; denn hier spielt die kurzfristige Wetterprognose eine größere Rolle. In der Entwicklung von Schiffsbarometern war England führend. Schiffsbarometer funktionierten nach dem Torricellischen Prinzip, waren ca. einen Meter hoch und wurden in der Schifffahrt bis in die 1960er Jahre verwendet. Sie mussten gegenüber herkömmlichen, stationären Barometern im Wesentlichen zwei zusätzliche Anforderungen erfüllen: zum einen sollten sie großen Erschütterungen standhalten. Beim Abfeuern von Kanonen (des eigenen Schiffes) zerbrachen die Quecksilbersäulen regelmäßig. Der britische Admiral Robert Fitzroy entwickelte in der 2. Hälfte des 19. Jahrhunderts deswegen das sog. Gun Marine Barometer. Es zeichnete sich dadurch aus, dass die Quecksilbersäule in weichem Gummi („Indian Rubber“) gelagert wurde. Fortan zerbrachen sie beim Kanonenabschuss nicht mehr. 
Die zweite Anforderung an das Schiffsbarometer war: es sollte auch bei Krängung des Schiffes (Schieflage) senkrecht verbleiben, um auch dann das Barometer nutzen zu können. Dies betraf nicht nur die Kriegs-, sondern auch die Handelsmarine einschl. der Fischerei. Das Problem wurde gelöst, indem die Schiffsbarometer kardanisch aufgehängt wurden. Die Kardanik sorgte nun für die immer gleiche, senkrechte Position. Ab 1848 wurden mechanische Barometer in größeren Stückzahlen hergestellt und verdrängten diese Art von Schiffsbarometern. Diese konnten auch bei starkem Seegang genau abgelesen werden, auch zeigten sie kleine Luftdruckschwankungen exakter an.
In Kombination mit anderen Messgeräten finden Barometer in Aerographen Verwendung.
Zu Lehrzwecken ist am Meteorologischen Institut der Ludwig-Maximilians Universität München ein zehn Meter hohes Wasserbarometer aufgebaut. Hier kann auch der Einfluss des Dampfdruckes in dem Raum über der Wassersäule gezeigt werden.
Eine sehr interessante Anwendung des Dosenaneroids besteht in der selbsttätigen Kompensation der Einflüsse des schwankenden Luftdrucks auf Präzisionspendeluhren. Der Astronom Professor Bernhard Wanach schlug im 19. Jahrhundert erstmals die Anwendung eines Dosenbarometers an Pendelstäben vor. Die Anordnung der sogenannten Aneroiddosenkompensation besteht aus mehreren in Serie geschalteten Dosen, die mit einem Auflagegewicht belastet sind. Das Gewicht wird von den Dosen in Abhängigkeit vom Luftdruck längs des Pendelstabs bewegt und ändert so das Trägheitsmoment des Pendels. Noch heute werden mit genau berechneten Luftdruckkompensationsinstrumenten bei Präzisionspendeluhren hervorragende Ergebnisse erzielt.

## Im übertragenen Sinn
Aufgrund seiner Verwendung zur Wettervorhersage werden auch andere Prognoseinstrumente umgangssprachlich als „Barometer“ bezeichnet. So spricht man von Börsenbarometern (zur Vorhersage von Aktienkursen), Wahlbarometern (zur Vorhersage der Stimmabgabe) etc.